# Аннотация
Аннота́ция (от лат. annotatio «замечание»; или резюме́) (от фр. résumé «сокращённый»; или англ. Summary «сводка») — краткое содержание книги, рукописи, монографии, статьи, патента, фильма, грампластинки или другого издания, а также его краткая характеристика.

## История
Возможно, самое раннее использование тезисов для передачи научных знаний было в начале 1800-х годов, когда Королевское общество публиковало «аннотации», обобщающие представленные доклады во время заседаний. Три десятилетия спустя Королевское общество собрало аннотации статей, напечатанных с 1800 по 1837 год в журнале общества Philosophical Transactions, выпустив издание «Abstracts of the Papers Printed in the Philosophical Transactions of the Royal Society of London». Эта практика закрепилась, а позже за этим примером последовали другие журналы.

## Цели
Академическая литература использует аннотации для лаконичной передачи сложных исследований. Аннотация может выступать как самостоятельная сущность, а не как полноценная статья. Таким образом, аннотации используются в качестве основы для поиска исследований, которое планируется представить в виде плаката или в презентации на научной конференции. Большинство поисковых систем баз данных литературы индексируют только аннотации, а не предоставляют весь текст статьи. Полные тексты научных работ часто приходится покупать из-за авторских прав и/или гонораров издателей, и поэтому аннотации являются важным элементом продажи печатной или электронной формы полного текста. Аннотация показывает отличительные особенности и достоинства издаваемого, место и время издания в номинативной форме. Аннотация содержит основную тему издания, кроме этого она может перечислять (называть) основные положения описываемого источника.

## Структура
Аннотация может присутствовать в статье или журнале. В современных научных журналах аннотацию, как правило, ставят в начале статьи (сразу после заголовка, авторов и списка ключевых слов), несмотря на то, что в ней могут содержаться выводы. Аннотация может не упоминать субъект действия (предполагая, что он известен из контекста) и содержать пассивные конструкции — глагольные и причастные.
В научной публикации аннотация обычно описывает четыре пункта проведенной работы:
1. Фокус исследования (то есть постановка проблемы/исследуемого вопроса)
2. Используемые методы исследования (экспериментальные исследования, тематические исследования, анкетирование и др.)
3. Результаты исследования
4. Общие выводы и рекомендации

Размер аннотации зависит от дисциплины и требований издателя. Типичная длина колеблется от 100 до 500 слов, но очень редко больше страницы, а иногда всего несколько слов. В англоязычной литературе аннотация часто выделяется заголовком «Abstract».
Аннотированная библиография содержит список литературы с короткой аннотацией после каждого пункта.